# Independència de Gal·les

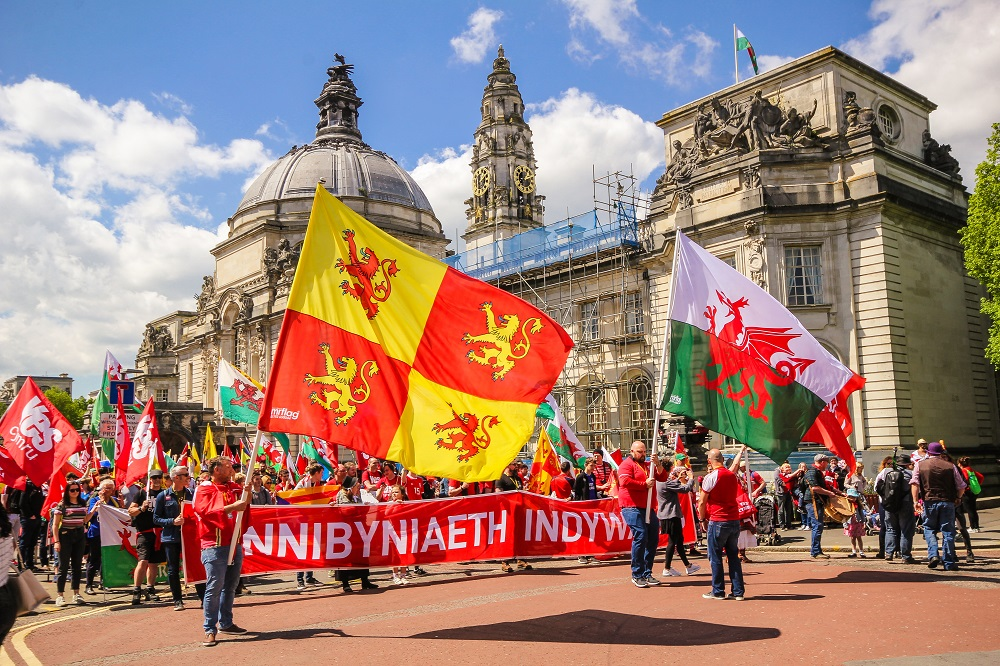
Marxa per la independència de Gal·les celebrada a Cardiff, maig de 2019

Independència de Gal·les (Welsh) és el moviment polític que defensa que Gal·les esdevingui un estat sobirà, independent del Regne Unit.
Eduard I d'Anglaterra després de l'assassinat de Llywelyn the Last, príncep de Gal·les. Eduard va introduir l'ordenança reial, l'Estatut de Rhuddlan, el 1284, introduint el dret comú anglès juntament amb el dret i els costums gal·lesos i fent que el recentment establert principat gal·lès s'incorporés al Regne d'Anglaterra. Owain Glyndŵr va restaurar la independència de Gal·les c. 1400–10, però Enric IV d'Anglaterra va reprimir la revolta.

Localització de Gal·les al Regne Unit.

Enric VIII d'Anglaterra va introduir les lleis de Gal·les entre 1535 i 1542, la llei anglesa va substituir Cyfraith Hywel (Dret medieval gal·lès), i el principat de Gal·les i les Marques es van integrar a Anglaterra. i Gal·les va obtenir representació al parlament i una nova igualtat sota la llei. La Llei de Gal·les i Berwick va definir "Anglaterra" per incloure Gal·les el 1746, però la Llei de llengua gal·lesa de 1967, ho va derogar en part amb el terme " Anglaterra i Gal·les ".
El moviment independentista gal·lès modern va sorgir durant la meitat del segle XIX, així com un moviment per la " autonomia ". Des de 1999, a Gal·les se li ha atorgat cert poder legislatiu com a part de la devolució de Gal·les del parlament del Regne Unit, i la llei gal·lesa contemporània dins del sistema jurídic anglès. En l'actualitat, els partits polítics Plaid Cymru, Propel, Gwlad, i el Partit Verd de Gal·les donen suport a la independència de Gal·les, igual que el grup de campanya no partidista YesCymru. El suport a la independència ha augmentat des de14% el 2014 al seu màxim suport de46% a l'abril de 2021 quan s'exclou no se sap. Una enquesta de YouGov al gener de 2021 va trobar que el 47% de la gent de Gal·les es va oposar a la celebració d'un referèndum sobre la independència de Gal·les durant els propers cinc anys, amb un 31% de suport, i el març de 2023, el suport a la independència va caure al seu nivell més baix des del 2019 a 18%; la caiguda es va atribuir potencialment a la perspectiva d'un govern laborista del Regne Unit.

### Moviment de govern local (1881-present)

#### Independència de l'església
La marxa per l'autogovern a Gal·les va començar amb el moviment per desestablir l'església anglicana a Gal·les, i el primer pas cap a això va ser la Llei de tancament dominical (Gal·les) de 1881. Aquesta va ser la primera legislació que va reconèixer que Gal·les tenia un caràcter polític-legal separat de la resta de l'estat anglès. Encara que la majoria de la gent de Gal·les pertanyia a capelles inconformistes, l'Església d'Anglaterra gaudia de privilegis legals i socials. Això va donar lloc a una visió generalitzada que les coses es podrien fer de manera diferent a Gal·les.
David Lloyd George, diputat del que aleshores eren "Carnarvon Boroughs" (que també incloïa diverses altres ciutats del nord de Gal·les), estava compromès amb la causa de la dissolució, però no va ser fins al 1914 que es va aprovar la Llei de l'Església Gal·lesa, que donava l'Església a Gal·les la llibertat de governar els seus propis assumptes. La Llei va entrar en vigor a partir de 1920.

#### Cymru Fydd
En resposta a la demanda irlandesa d'un "govern autònom", el primer ministre liberal del Regne Unit, William Gladstone va proposar dos projectes de llei sobre el govern autònom per a Irlanda el 1886 i el 1893, que tots dos van fracassar. El mateix any, el Cymru Fydd, el moviment ("Young Wales") es va fundar per promoure la causa. Els principals líders van ser David Lloyd George, JE Lloyd, OM Edwards, TE Ellis (líder, diputat per Merioneth, 1886–1899) i Beriah Gwynfe Evans. El seu objectiu era una assemblea descentralitzada, però el moviment es va dissoldre el 1896 enmig de rivalitats personals.

#### Home Rule All Round
Després del final de la Primera Guerra Mundial, hi va haver una creença generalitzada que el " govern a tot arreu" era una part essencial de les reformes i les discussions sobre l'autogovern de les nacions petites es consideraven una part essencial de qualsevol conferència de pau. El govern autònom d'Irlanda s'havia promulgat mitjançant la Llei del Govern d'Irlanda de 1914, però es va enfrontar a l'oposició dels unionistes de l'Ulster i l'Aixecament de Pasqua de 1916 va resultar important. El govern del Regne Unit va considerar l'autogovern per a Gal·les i Escòcia per evitar fer un cas especial per a Irlanda. El maig de 1918, es va celebrar a Llandrindod una conferència sobre el govern autònom per a Gal·les a la qual van assistir majoritàriament liberals i un mes més tard, "el govern autònom a tot arreu" figurava al manifest laborista. La Federació Laboral de Gal·les del Sud va acordar una postura sobre la federalització del Regne Unit i Arthur Henderson va creure que un País de Gal·les governat podria ser una "utopia moderna". El suport va ser molt estès a Gal·les i alguns mitjans de comunicació gal·lesos van considerar que era imminent.

#### Plaid Cymru
El 1925 Plaid Genedlaethol Cymru</link> es va fundar ("el Partit Nacional de Gal·les"); va passar a anomenar-se Plaid Cymru - The Party of Wales el 1945. Els principis del partit tal com es van definir el 1970 eren (1) l'autogovern per a Gal·les, (2) salvaguardar la cultura, les tradicions, la llengua i la posició econòmica de Gal·les i (3) assegurar la pertinença a un estat gal·lès autònom a les Nacions Unides. El primer escó de Westminster (MP) del partit va ser guanyat per Gwynfor Evans el 1966. El 1974 el partit tenia tres diputats i a les eleccions generals del 2019 va obtenir quatre escons. Després de la formació del Senedd el 1999, Plaid Cymru va guanyar 17 dels 60 escons a les eleccions inicials de Gal·les de 1999 i 13 escons el 2021.
El 1975, Plaid Cymru es va oposar a romandre a les Comunitats Europees (CE). El partit va declarar, aleshores, que considerava que les polítiques d'ajuda regional de la CE "conciliarian llocs com Gal·les amb la seva posició subordinada". No obstant això, el 65% dels votants gal·lesos van votar per romandre a la CE en el referèndum de 1975. La CE es va incorporar a la Unió Europea (UE) l'any 1993.

#### Un Parlament per a Gal·les
A la dècada de 1950, el deteriorament de l'Imperi Britànic va eliminar la sensació de britànic i es va adonar que Gal·les no era tan pròspera com el sud-est d'Anglaterra i els països europeus més petits. Les successives victòries del Partit Conservador a Westminster van fer suggerir que només mitjançant l'autogovern Gal·les podria aconseguir un govern que reflectís els vots d'un electorat gal·lès. La inundació de Tryweryn, que va ser votada en contra per gairebé tots els diputats gal·lesos, va suggerir que Gal·les com a nació era impotent. L'autorització d'Epynt el 1940 també s'ha descrit com un "capítol significatiu, però sovint passat per alt, de la història de Gal·les".
L'1 de juliol de 1955, la Unió de Nova Gal·les va convocar una conferència de totes les parts a Llandrindod (Welsh) per considerar una petició nacional per a un Parlament per a Gal·les. Els principals líders eren Megan Lloyd George, filla de David Lloyd George, TI Ellis i Sir Ifan ab Owen Edwards. Segons l'historiador WRP George, "Megan va ser responsable d'eliminar molts prejudicis contra la idea d'un parlament per a Gal·les". Més tard va presentar la petició amb 250.000 signatures al govern britànic l'abril de 1956.

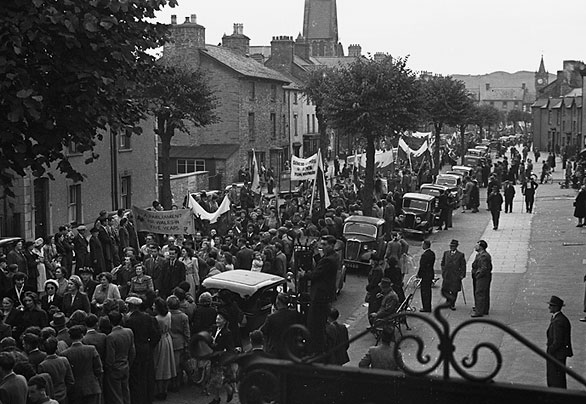
Una manifestació de Plaid Cymru a Machynlleth el 1949 on es va iniciar la campanya " El Parlament per a Gal·les en 5 anys"

La declaració de Cardiff com a capital de Gal·les el 1955,  el compromís del Partit Laborista el 1959 de nomenar un Secretari d'Estat per a Gal·les, la creació de l'Oficina Gal·lesa el 1965, i la derogació de la Llei de Gal·les i Berwick de 1746 dos anys més tard semblava demostrar un ímpetu nacionalista creixent. No obstant això, la forta derrota per a una proposta d'assemblea gal·lesa que va oferir els laboristes en el referèndum de devolució de 1979 "va suggerir que la gran majoria dels habitants de Gal·les no tenien cap desig de veure el seu país amb un futur nacional".
A principis dels anys noranta, els laboristes es van comprometre amb la devolució tant d'Escòcia com de Gal·les, i el 1997 va ser elegit amb el mandat de celebrar referèndums sobre un parlament escocès i una assemblea gal·lesa. L'assemblea proposada va obtenir una majoria estreta al referèndum de 1997.
L'Assemblea Nacional per a Gal·les es va formar el 1999, que va ser rebatejada com a Senedd Cymru/Parlament Gal·lès el 2020. Des del referèndum sobre la devolució de Gal·les el 1997 i la formació del Senedd (aleshores Assemblea Nacional de Gal·les) el 1999, hi ha hagut un major suport i confiança en el Senedd, amb suport perquè rebi més poders descentrals. La Llei del Govern de Gal·les de 2006, la Llei de Gal·les de 2014 i la Llei de Gal·les de 2017 han atorgat més poders a Senedd.

## Moviment independentista
El moviment independentista és present a Gal·les des de mitjans del segle XIX i Plaid Cymru també n'ha fet campanya durant la major part del segle xx, des que es va fundar el 1925. Al segle XXI, la qüestió de la independència de Gal·les es va fer més destacada després d'un augment de la discussió sobre un segon referèndum d'independència d'Escòcia.

### Sí Cymru
El grup independentista no partidista YesCymru va ser fundat l'any 2014 i obert al públic per a la seva adhesió el 2016. El 2020, el grup va afirmar que havia tingut un augment sobtat de membres amb 17.000 membres a finals de 2020, en part influenciat per la resposta del govern britànic a la pandèmia de la COVID-19.

### Propostes de referèndum
El 2017, hi havia plans per celebrar un segon referèndum sobre la independència d'Escòcia, va dir la líder de Plaid Cymru, Leanne Wood, que calia un debat nacional sobre la independència de Gal·les. El juliol de 2020, Plaid va presentar una moció per discutir un referèndum sobre la independència de Gal·les, però va ser rebutjada per 43 vots contra 9. El 24 d'octubre de 2020, els membres del Partit Verd de Gal·les van votar a la conferència del seu partit que el partit donaria suport a la independència de Gal·les en cas que se celebrés un referèndum sobre si Gal·les hauria d'independitzar-se o no del Regne Unit. El juliol del 2020, Plaid Cymru va presentar una moció perquè els ministres gal·lesos demanessin permís a Westminster pel dret del Senedd a legislar per a un referèndum d'independència de Gal·les. Els membres de Senedd van rebutjar aquesta moció per 43 vots contra 9. Aquesta va ser la primera vegada a la història que la independència de Gal·les es va debatre al Senedd.
L'11 de desembre de 2020, el líder de Plaid Cymru, Adam Price, va declarar que si el seu partit aconseguia la majoria a les eleccions de Senedd de 2021, es celebraria un referèndum d'independència en el seu primer mandat. A la conferència especial de Plaid sobre la independència, celebrada el 13 de febrer de 2021, els membres del partit van aprovar formalment la promesa de Price de celebrar un referèndum el 2026 o abans. A més de Plaid, altres tres partits: el Partit Verd de Gal·les, Gwlad i Propel —es va presentar en una plataforma independentista a les eleccions de Senedd. A les eleccions de Senedd del 2021, de 60 escons, Plaid Cymru va guanyar 5 circumscripcions i 8 regionals. Gwlad i Propel van guanyar 0.
El juny de 2022, el govern del Regne Unit va anunciar la seva intenció de derogar la Llei de Sindicats (Gal·les) de 2017 del govern de Gal·les, que prohibeix l'ús de personal d'agències si els treballadors del sector públic fan vaga. Adam Price de Plaid Cymru va qualificar això d'"apoderament de poder" i de "punt de ruptura potencial de la devolució" i va demanar que es celebrés un referèndum per protegir els poders de Senedd. En resposta, el primer ministre Mark Drakeford va afirmar que perquè es celebrés un referèndum, un partit favorable al referèndum hauria d'aconseguir la majoria d'escons en unes eleccions.

### All Under One Banner Cymru i marxes independentistes
L'11 de maig de 2019, la primera marxa de la història per la independència de Gal·les va ser organitzada per All Under One Banner Cymru (AUOB Cymru) a Cardiff, amb una assistència estimada de 3.000 persones. El 27 de juliol de 2019, AUOB va organitzar una marxa independentista a Caernarfon. Es calcula que l'assistència és d'unes 8.000 persones. El 7 de setembre de 2019, es va celebrar un tercer AUOB Cymru a Merthyr Tydfil i va atreure una multitud de 5.200 persones.
Una marxa independentista organitzada per AUOBCymru, Indy Fest Wrexham i YesCymru  va tenir lloc a Wrexham el 2 de juliol de 2022, la primera marxa d'aquest tipus des d'abans de la pandèmia. Segons els organitzadors, hi van assistir entre 6.000 i 8.000 persones. Una altra marxa es va celebrar a Cardiff l'1 d'octubre de 2022,  amb uns 8.000 militants que van participar.
La primera marxa del 2023 es va celebrar a Swansea el 20 de maig. Hi van assistir entre 6.000 i 7.000 simpatitzants.

### Influència del Brexit i la independència escocesa
El gener de 2021, Guto Harri, que era el cap de comunicació de Boris Johnson quan aquest últim era alcalde de Londres, va escriure a The Sunday Times que "la idea de la independència s'enlaira, amb nous reclutes de procedències molt diferents". Va continuar dient: "Els Brexiteers m'odiaran per dir això, però és evident que alguns han contribuït més a la causa de la independència de Gal·les que el meu pare. Escòcia i Irlanda del Nord s'enfronten, sembla desolador per a molta gent I després d'haver argumentat en contra de posar en comú la sobirania amb els nostres veïns per facilitar el comerç i maximitzar la nostra influència, els Brexiteers no haurien de ser. sorprèn si s'aplica la mateixa lògica en un entorn diferent". De la mateixa manera, segons Martin Johnes, professor d'història moderna a la Universitat de Swansea: "Per a tants votants [galls], el Brexit no va ser només un rebuig a la UE sinó també a l'establishment polític britànic i les seves maneres de fer. maneres que han fracassat massa comunitats obreres durant massa temps […] Per a aquells que no han renunciat completament als polítics, l'independentisme pot sentir l'única esperança que els queda tenen poc a perdre".

### Comissió Independent de Constitució
El setembre de 2021, es va enviar una carta oberta, signada per diversos grups que defensen la independència de Gal·les (incloent-hi AUOBCymru, membres de l'antic comitè central de YesCymru així com els aficionats al futbol gal·lès per a la independència), al primer ministre Mark Drakeford. Escrit en resposta a la proposta de comissió constitucional de Drakeford, va afirmar que "Gales necessita una comissió d'independència, no una per salvar la unió".